# Bakewar
Bakewar es  un pueblo y nagar Panchayat situado en el distrito de Etawah en el estado de Uttar Pradesh (India). Su población es de 14965 habitantes (2011). 

## Demografía
Según el  censo de 2011 la población de Bakewar  era de 14965 habitantes, de los cuales 7834 eran hombres y 7131 eran mujeres. Bakewar tiene una tasa media de alfabetización del 80,84%, superior a la media estatal del 67,68%: la alfabetización masculina es del 86,77%, y la alfabetización femenina del 74,32%.